# Universal Studios Beijing
Universal Studios Beijing (Nederlands: Universal Studios Peking) is een attractiepark, binnen het Universal Beijing Resort, dat officieel opende op 20 september 2021. Het attractiepark ligt in de Chinese stad Peking.

## Geschiedenis
In maart 2012 kwam het nieuws naar buiten dat NBCUniversal in de regio met diverse partijen in gesprek was om een nieuw Universal themapark te openen. Uiteindelijk werd het $3,3 miljard kostende project aangekondigd op 13 oktober 2014, waarbij de handtekeningen van alle partijen werden gezet. Daarbij werd aangegeven dat het doel was om het park in 2018 te openen. In de loop der jaren werd dit doel meerdere keren verschoven. 31 oktober 2016 begon de bouw van het attractiepark en het daarbij te openen resort. Op 1 september was het attractiepark te bezoeken voor genodigden. Op 20 september opende het officieel. 

## Themagebieden
Het attractiepark bestaat uit zeven themagebieden.

### Wizarding World of Harry Potter
Het themagebied huisvest twee attracties: Harry Potter and the Forbidden Journey en Flight of the Hippogriff.

### Transformers: Metrobase
Dit themagebied staat in het teken van de verhalen en de films rondom Transformers. Het themagebied bestaat uit: Transformers: Battle for the AllSpark, Bumblebee Boogie en Decepticoaster.

### Minion Land
Het themagebied Minion Land draiat om de films over de Minions. Het telt in totaal drie attracties: Despicable Me Minion Mayhem, , Super Swirly en Loop-Dee Doop-Dee.

### Jurassic World Isla Nublar
In dit themagebied staat alles in het teken van de films Jurassic Park en Jurassic World. Het themagebied zit vol verwijzingen naar deze films. Er staan twee attracties: Jurassic World Adventure en Jurassic Flyers.

### Kung Fu Panda Land of Awesomeness
In Kung Fu Panda Land of Awesomeness draait alles om Kung Fu Panda. Het themagebied is volledig overdekt en bevat drie attracties: een draaimolen, luchtballonnencarrousel en de darkride Kung Fu Panda: Journey of the Dragon Warrior.

### Waterworld
In Waterworld is één watershow te zien: Waterworld: A Live Sea War Spectacular.